# International Financial Reporting Interpretations Committee

Einbettung des IFRIC in die IASC-Foundation

Das International Financial Reporting Interpretations Committee (IFRIC) ist eine Gruppe im Rahmen der International Accounting Standards Committee Foundation (IASCF). Das IFRIC wurde im Dezember 2001 im Zuge der Neuorganisation des IASC als Nachfolger des Standing Interpretations Committee gegründet. Die Gruppe umfasst 14 Mitglieder.  Aufgabe des IFRIC ist es, für IFRS und IAS Rechnungslegungsstandards Auslegungen zu veröffentlichen, in den Fällen, wo sich zeigt, dass der Standard unterschiedlich oder falsch interpretiert werden kann, bzw. neue Sachverhalte in den bisherigen Standards nicht ausreichend gewürdigt wurden. 
Das IFRIC arbeitet eng mit den nationalen Standardsetzern, etwa dem Deutschen Rechnungslegungs Standards Committee zusammen. Es tagt alle sechs Wochen und veröffentlicht zunächst die Auslegungen zur öffentlichen Diskussion als Entwurf.